# Myotis clydejonesi
Myotis clydejonesi és una espècie de ratpenat de la família dels vespertiliònids. És endèmic de Surinam. El seu hàbitat natural són els boscos tropicals madurs. S'alimenta d'insectes. Té una llargada de cap a gropa de 50 mm, la cua de 38 mm i un pes de fins a 4,3 g. Fou anomenat en honor del mastòleg estatunidenc Clyde Jones. Com que fou descoberta fa poc, encara no s'ha avaluat l'estat de conservació d'aquesta espècie.